# 스기시타 시게루
스기시타 시게루(일본어: 杉下 茂, 1925년 9월 17일~2023년 6월 12일)는 일본의 전 프로 야구 선수이자 야구 지도자, 야구 해설가·평론가이다.
일본 최초의 본격적인 포크볼러로 알려져 있으며 현역 시절 엄청난 변화의 예리함과 낙차를 자랑하는 포크볼을 자유 자재로 조종해 한 시대를 풍미했다. ‘스기시타 포크’가 일본 야구계에 미친 영향으로 인해 ‘포크볼의 신’(フォークボールの神様)이라고 불렸다.

## 인물

### 선수 시절
데이쿄 상업학교(구제)시절에는 4번 타자 및 1루수로 뛰었는데 당시 야구부 감독은 아마치 슌이치였다. 장신의 이점을 살려 투수로 등판할 때도 있었으나 약한 어깨에 수비 시에 송구 불안으로 인해 큰 주목은 받지 못했다. 1944년 3월에 졸업하고 군에 입대했는데 군에서는 야구를 경험했다는 이유로 중대 대항 수류탄 던지기 경쟁의 대표로 뽑히기도 했다. 한편 약한 어깨를 극복하기 위해 투구폼을 교정하여 어깨가 강해지고 경쟁에서 우승했다.
종전 후에는 사회인 야구팀인 이스즈 자동차에 입사했는데 당시 야구부 감독이었던 가리타 히사노리의 권유로 투수로 전향했다. 닛폰 콜롬비아전에서 우연히 주심을 맡게 된 옛 스승 아마치는 강속구 투수로 변한 스기시타의 모습에 감탄했고, 스기시타는 그 경기에서 노히트 노런을 달성했다. 이후 아마치의 모교인 메이지 대학에 권유 입학했다(하지만 메이지 대학에서는 아마치가 입학에 전혀 관여하지 않았다고 밝혔다).
1949년 프로 구단인 주니치 드래곤스에 입단, 첫 등판이었던 도큐 플라이어스전에서 오시타 히로시에게 포크볼로 3타석 연속 삼진을 빼앗았다. 입단 첫 해에는 8승(3선발)에 그쳤으나 2년차인 1950년을 시작으로 1955년까지 6년 연속 20승을 포함해(52년 21선발승, 54년 21선발승(벳쇼 다케히코와 그 해 센트럴리그 최다 선발승)으로 선발 20승 이상 기록) 9년 연속 두 자릿수 승리(10선발승 이상 - 50년 16, 51년 12,52년 21,53년 14,54년 21,55년 18,56년 12)를 거두었다.
1954년에는 32승을 올리며 팀을 우승으로 이끌었다. 특히 당시 우승을 다투었던 요미우리 자이언츠를 상대로 팀이 거둔 14승(12패) 중 11승(5패)을 혼자 거두며(한 시즌에 요미우리를 상대로 10승 이상을 거둔 선수는 스기시타가 유일하다) ‘요미우리 킬러’의 면목을 보이기도 했다. 그 해 일본 시리즈에서는 7경기 중 5경기에 등판, 그 중 4경기를 완투했으며(4경기 완투는 1958년의 이나오 가즈히사와 동률) 일본 시리즈 기간 중 3승 1패의 성적을 올리는 등 팀의 일본 시리즈 제패에 기여하였고 주니치 구단 역사상 첫 일본 시리즈 MVP를 차지하기도 했다. 참고로 주니치는 그 후 2007년까지 일본 시리즈 우승에서 멀어지게 되면서 오랫동안 스기시타는 ‘주니치 선수로서 유일하게 일본 시리즈 MVP를 손에 넣은 남자’라고 불리게 되었다.
이듬해 1955년 5월 10일 고쿠테쓰 스왈로스전에서 가네다 마사이치와 상대해 1-0의 근소한 점수 차로 노히트 노런을 달성했다. 한편 1957년 가네다가 주니치를 상대로 1-0의 점수로 퍼펙트 게임을 달성했을 때에도 상대 투수는 스기시타였다. 2년 뒤인 1957년 10월 23일 요미우리를 상대로 통산 200승을 달성했는데 당시 패전 투수는 바바 쇼헤이(자이언트 바바)였다.
1958년에 한 번은 은퇴하였는데 주니치 시절 기록한 211승은 2012년에 야마모토 마사에게 추월당할 때까지 구단 최고 기록이었다. 1959년에서 1960년에는 감독을 역임했는데 명목상은 겸임 감독이었으나 감독 자리에 충실하기 위해 현역에서 은퇴했다.
이듬해 1961년 마이니치 다이에이 오리온스로 이적해 은퇴를 번복했으나 이 해에 4승(1선발) 밖에 올리지 못해서 다시 은퇴하게 되었는데 통산 한 시즌 평균 20승의 벽을 넘지 못했다. 또, 개막전 투수로 등판했던 시즌은 두 차례에 불과했다(1953년, 1956년).

### 그 후
현역에서 은퇴한 이후에는 1964년 한신 타이거스의 코치를 시작으로 1966년 한신 감독, 1968년 주니치 감독, 1976년부터 1980년까지 요미우리 코치, 1993년부터 1994년까지 세이부의 코치를 역임했다. 그 동안 지도했던 팀들은 일본 시리즈에 5번 출전했으나(1964년, 1976년, 1977년, 1993년, 1994년) 한번도 일본 제일을 경험해보진 못했다.
1978년 가네다 마사이치를 중심으로 하는 명구회가 설립되었는데, 스기시타는 명구회의 가입조건인 투수 200승을 만족시켰으나, 다이쇼 태생이라는 이유로 가입 대상에서 제외되었다.
1985년 일본 야구 명예의 전당에 헌액되었다. 현재는 TBS의 야구 해설가로 활동하고 있으며 프로야구 마스터스 리그의 나고야 80D'sers의 감독을 역임하기도 했다. 2007년부터는 주니치 신문 스포츠 란에 자서전을 게재하고 있다.
주니치 드래건스의 스프링 캠프는 매년 방문하며 임시 코치로서 투수들을 지도하고 있다.

## 상세 정보

### 출신 학교
- 구제 데이쿄 상업학교(현재의 데이쿄 대학 고등학교)
- 구제 메이지 대학 전문부

### 선수 경력
사회인 시대
- 이스즈 자동차 경식 야구부

프로팀 경력
- 주니치 드래곤스·나고야 드래곤스·주니치 드래곤스(1949년~1960년)
- 마이니치 다이에이 오리온스(1961년)

### 지도자·기타 경력
- 주니치 드래곤스 감독(1959년~1960년, 1968년)
- 마이니치 다이에이 오리온스 코치(1962년)
- 한신 타이거스 투수 코치 겸 수석 코치(1964년~1965년)
- 한신 타이거스 감독(1966년)
- TBS 야구 해설위원(1969년~1975년, 1981년~1992년)
- CBC 야구 해설위원(1969년~1975년)
- 요미우리 자이언츠 투수 코치(1976년~1980년)
- 세이부 라이온스 투수 코치(1993년~1994년)

### 수상·타이틀 경력

#### 타이틀
- 다승왕: 2회(1951년, 1954년)
- 최고 승률: 1회(1954년)
- 최우수 평균 자책점: 1회(1954년)
- 최다 탈삼진(당시는 타이틀이 아님): 2회(1950년, 1954년) ※센트럴 리그에서는 1991년부터 타이틀로 제정됨
- 최다 선발승: 1회(1954년 21선발승)

#### 수상
- MVP: 1회(1954년)
- 사와무라 에이지상: 3회(1951년, 1952년, 1954년)
- 베스트 나인: 1회(1954년)
- 일본 시리즈 MVP: 1회(1954년)
- 일본 시리즈 최우수 투수상: 1회(1954년)
- 일본 야구 명예의 전당 헌액자(1985년)

### 개인 기록
- 첫 등판·첫승리: 1949년 4월 3일, 대 난카이 호크스 2차전(주니치 구장)
- 통산 100승: 1953년 4월 25일, 대 다이요 웨일스 3차전(오사카 구장)
- 통산 100선발승: 1955년 7월 28일, 대 요미우리 자이언츠 21차전(주니치 구장)
- 통산 150승: 1954년 10월 14일, 대 히로시마 카프 25차전(주니치 구장)
- 통산 200승: 1957년 10월 23일, 대 요미우리 자이언츠 25차전(고라쿠엔 구장)
- 일본 시리즈 완투 4차례(1954년, 시리즈 타이 기록)
- 올스타전 출장: 6회(1951년~1956년)
- 노히트 노런: 1회(1955년 5월 10일, 대 고쿠테쓰 스왈로스 전, 가와사키 구장) ※역대 21번째

### 등번호
- 20(1949년~1962년)
- 63(1964년~1966년, 1968년)
- 71(1976년~1980년, 1993년~1994년)

### 연도별 투수 성적
| 연 도      | 소 속                | 등 판 | 선 발 | 완 투 | 완 봉 | 무 4 구 | 승 리 | 패 전 | 세 이 브 | 홀 드 | 승 률 | 타 자 | 이 닝  | 피 안 타 | 피 홈 런 | 볼 넷 | 고 4 | 몸 맞 | 탈 삼 진 | 폭 투 | 보 크 | 실 점 | 자 책 점 | 평 자 책 | W H I P |
| ---------- | -------------------- | ----- | ----- | ----- | ----- | ------- | ----- | ----- | -------- | ----- | ----- | ----- | ------ | -------- | -------- | ----- | ---- | ----- | -------- | ----- | ----- | ----- | -------- | -------- | ------- |
| 1949년     | 주니치 나고야 주니치 | 29    | 15    | 7     | 0     | 0       | 8     | 12    | --       | --    | .400  | 688   | 159.2  | 160      | 15       | 66    | --   | 3     | 66       | 1     | 0     | 81    | 65       | 3.66     | 1.42    |
| 1950년     | 주니치 나고야 주니치 | 55    | 30    | 22    | 2     | 0       | 27    | 15    | --       | --    | .643  | 1361  | 325.2  | 269      | 24       | 134   | --   | 7     | 209      | 5     | 0     | 135   | 116      | 3.20     | 1.24    |
| 1951년     | 주니치 나고야 주니치 | 58    | 24    | 15    | 4     | 0       | 28    | 13    | --       | --    | .683  | 1243  | 290.1  | 274      | 18       | 90    | --   | 5     | 147      | 4     | 0     | 116   | 76       | 2.35     | 1.25    |
| 1952년     | 주니치 나고야 주니치 | 61    | 30    | 25    | 6     | 2       | 32    | 14    | --       | --    | .696  | 1448  | 355.2  | 316      | 13       | 96    | --   | 3     | 160      | 5     | 0     | 118   | 92       | 2.33     | 1.16    |
| 1953년     | 주니치 나고야 주니치 | 45    | 27    | 13    | 1     | 1       | 23    | 9     | --       | --    | .719  | 1114  | 266.2  | 230      | 16       | 91    | --   | 9     | 156      | 4     | 0     | 98    | 84       | 2.83     | 1.20    |
| 1954년     | 주니치 나고야 주니치 | 63    | 32    | 27    | 7     | 1       | 32    | 12    | --       | --    | .727  | 1531  | 395.1  | 265      | 9        | 103   | --   | 7     | 273      | 7     | 0     | 71    | 61       | 1.39     | 0.93    |
| 1955년     | 주니치 나고야 주니치 | 53    | 27    | 24    | 5     | 5       | 26    | 12    | --       | --    | .684  | 1253  | 328.0  | 226      | 16       | 57    | 1    | 5     | 247      | 2     | 0     | 62    | 57       | 1.56     | 0.86    |
| 1956년     | 주니치 나고야 주니치 | 42    | 26    | 19    | 4     | 5       | 14    | 14    | --       | --    | .500  | 949   | 248.0  | 172      | 11       | 48    | 1    | 0     | 167      | 2     | 0     | 70    | 55       | 2.00     | 0.89    |
| 1957년     | 주니치 나고야 주니치 | 41    | 12    | 6     | 1     | 1       | 10    | 7     | --       | --    | .588  | 639   | 169.1  | 108      | 11       | 32    | 1    | 1     | 122      | 4     | 0     | 43    | 33       | 1.75     | 0.83    |
| 1958년     | 주니치 나고야 주니치 | 46    | 18    | 10    | 1     | 2       | 11    | 9     | --       | --    | .550  | 858   | 218.0  | 169      | 16       | 46    | 1    | 3     | 161      | 4     | 0     | 56    | 43       | 1.78     | 0.99    |
| 1961년     | 다이마이             | 32    | 4     | 2     | 0     | 1       | 4     | 6     | --       | --    | .400  | 353   | 85.0   | 77       | 5        | 29    | 2    | 1     | 53       | 2     | 0     | 29    | 23       | 2.44     | 1.25    |
| 통산: 11년 | 통산: 11년           | 525   | 245   | 170   | 31    | 18      | 215   | 123   | --       | --    | .636  | 11437 | 2841.2 | 2266     | 154      | 792   | 6    | 44    | 1761     | 40    | 0     | 879   | 705      | 2.23     | 1.08    |

- 굵은 글씨는 시즌 최고 성적.
- 주니치(주니치 드래곤스)는 1951년에 나고야(나고야 드래곤스)로 변경되었고 1954년에 다시 주니치로 구단명을 변경.

### 감독으로서의 팀 성적
| 연도      | 소속      | 순위      | 경기 | 승리 | 패전 | 무승부 | 승률 | 승차                       | 팀 홈런                    | 팀 타율                    | 팀 평균자책점              | 연령                       |
| --------- | --------- | --------- | ---- | ---- | ---- | ------ | ---- | -------------------------- | -------------------------- | -------------------------- | -------------------------- | -------------------------- |
| 1959년    | 주니치    | 2위       | 130  | 64   | 61   | 5      | .512 | 13                         | 106                        | .237                       | 2.77                       | 34세                       |
| 1960년    | 주니치    | 5위       | 130  | 63   | 67   | 0      | .485 | 9                          | 87                         | .230                       | 3.08                       | 35세                       |
| 1966년    | 한신      | 3위       | 135  | 64   | 66   | 5      | .492 | 25                         | 81                         | .233                       | 2.52                       | 41세                       |
| 1968년    | 주니치    | 6위       | 134  | 50   | 80   | 4      | .385 | 27                         | 142                        | .246                       | 3.72                       | 43세                       |
| 통산: 4년 | 통산: 4년 | 통산: 4년 | 405  | 182  | 215  | 8      | .458 | A클래스: 2회, B클래스: 2회 | A클래스: 2회, B클래스: 2회 | A클래스: 2회, B클래스: 2회 | A클래스: 2회, B클래스: 2회 | A클래스: 2회, B클래스: 2회 |

- 1959년부터 1962년, 1966년부터 1996년까지는 130경기제